# Европско првенство у атлетици у дворани 1973 — скок мотком за мушкарце
Такмичење у скоку мотком у мушкој конкуренцији на 4. Европском првенству у атлетици у дворани 1973. одржано је 10. марта 1973. године у Арени Ахој у Ротердаму, Холандија.
Титулу освојену у Греноблу 1972. није бранио Волфганг Нордвиг из Источне Немачке.

## Земље учеснице
Учествовало је 15 атлетичара из 9 земаља.
1. Грчка (1)
2. Данска (1)
3. Западна Немачка (3)
4. Италија (2)
5. Пољска (1)
6. Совјетски Савез (1)
7. Финска (1)
8. Француска (3)
9. Шведска (2)

## Рекорди
Извор:
| Рекорди пре почетка Европског првенства у дворани 1973. | Рекорди пре почетка Европског првенства у дворани 1973. | Рекорди пре почетка Европског првенства у дворани 1973. | Рекорди пре почетка Европског првенства у дворани 1973. | Рекорди пре почетка Европског првенства у дворани 1973. | Рекорди пре почетка Европског првенства у дворани 1973. |
| ------------------------------------------------------- | ------------------------------------------------------- | ------------------------------------------------------- | ------------------------------------------------------- | ------------------------------------------------------- | ------------------------------------------------------- |
| Светски рекорд                                          | Стив Смит (скакач мотком)                               | САД                                                     | 5,49                                                    | Њујорк, САД                                             | 26. јануар 1973.                                        |
| Европски рекорд                                         | Стив Смит (скакач мотком)                               | САД                                                     | 5,49                                                    | Њујорк, САД                                             | 26. јануар 1973.                                        |
| Рекорди европских првенстава                            | Волфганг Нордвиг                                        | Источна Немачка                                         | =5,40                                                   | Гренобл, Француска                                      | 12. март 1972.                                          |
| Рекорди европских првенстава                            | Ханс Лагерквист                                         | Шведска                                                 | =5,40                                                   | Гренобл, Француска                                      | 12. март 1972.                                          |
| Рекорди после завршеног Европског првенства 1973.       |                                                         |                                                         |                                                         |                                                         |                                                         |
| Рекорди европских првенстава                            | Ренато Дионизи                                          | Италија                                                 | =5,40                                                   | Ротердам, Холандија                                     | 10. март 1973.                                          |

## Освајачи медаља
|                        |                                    |                          |
| Ренато Дионизи Италија | Ханс Јирген Циглер Западна Немачка | Жан-Мишел Бело Француска |

## Резултати

### Финале
Извор:
| Пласман | Атлетичарка         | Земља           | Резултат | Белешка   |
| ------- | ------------------- | --------------- | -------- | --------- |
|         | Ренато Дионизи      | Италија         | 5,40     | =РЕПд, ЛР |
|         | Ханс Јирген Циглер  | Западна Немачка | 5,35     | ЛР        |
|         | Жан-Мишел Бело      | Француска       | 5,30     | ЛРС       |
| 4.      | Тадеуш Олшевски     | Пољска          | 5,39     | ЛР        |
| 5.      | Христос Папаниколау | Грчка           | 5,25     | ЛР        |
| 6.      | Патрик Абада        | Француска       | 5,20     | ЛРС       |
| 7.      | Јанис Лаурис        | Совјетски Савез | 5,20     | ЛРС       |
| 8.      | Силвио Фраквели     | Италија         | 5,10     | ЛР        |
| 9.      | Серж Лефевр         | Француска       | 5,00     | ЛРС       |
| 10.     | Анти Каолиомеки     | Финска          | 4,80     | ЛРС       |
| 11.     | Флеминг Јохансен    | Данска          | 4,60     | ЛРС       |
| -       | Рајхард Курецки     | Западна Немачка | БП       |           |
| -       | Ћел Исаксон         | Шведска         | БП       |           |
| -       | Ханс Лагерквист     | Шведска         | БП       |           |
| -       | Фоклер Ол           | Западна Немачка | БП       |           |

## Укупни биланс медаља у скоку мотком за мушкарце после 4. Европског првенства у дворани 1970—1973.
|    | Земља           | Злато | Сребро | Бронза | Укупно |
| -- | --------------- | ----- | ------ | ------ | ------ |
| 1. | Источна Немачка | 2     | 0      | 1      | 3      |
| 2. | Француска       | 1     | 0      | 1      | 2      |
| 3. | Италија         | 1'    | 0      | 0      | 1      |
| 4, | Шведска         | 0     | 3      | 0      | 3      |
| 5, | Западна Немачка | 0     | 1      | 0      | 1      |
| 6. | Финска          | 0     | 0      | 1      | 1      |
| 7. | Совјетски Савез | 0     | 0      | 1      | 1      |
|    | Укупно {4}      | 4     | 4      | 4      | 12     |

|    | Атлетичар        | Земља           | Злато | Сребро | Бронза | Укупно |
| -- | ---------------- | --------------- | ----- | ------ | ------ | ------ |
| 1. | Волфганг Нордвиг | Источна Немачка | 2     | 0      | 1      | 3      |
| 2. | Ћел Исаксон      | Шведска         | 0     | 2      | 0      | 2      |